# Hypnum novo-guineense
Hypnum novo-guineense là một loài Rêu trong họ Hypnaceae. Loài này được Geh. mô tả khoa học đầu tiên năm 1889.